# Azygopleon schmitti
Azygopleon schmitti är en kräftdjursart som först beskrevs av Arthur Sperry Pearse 1932.  Azygopleon schmitti ingår i släktet Azygopleon och familjen Bopyridae.
Artens utbredningsområde är Mexikanska golfen. Inga underarter finns listade i Catalogue of Life.